# Линкебек
Линкебек (на нидерландски: Linkebeek) е селище в Централна Белгия, окръг Хале-Вилворде на провинция Фламандски Брабант. Населението му е около 4800 души (2006).